# Edward Hopper

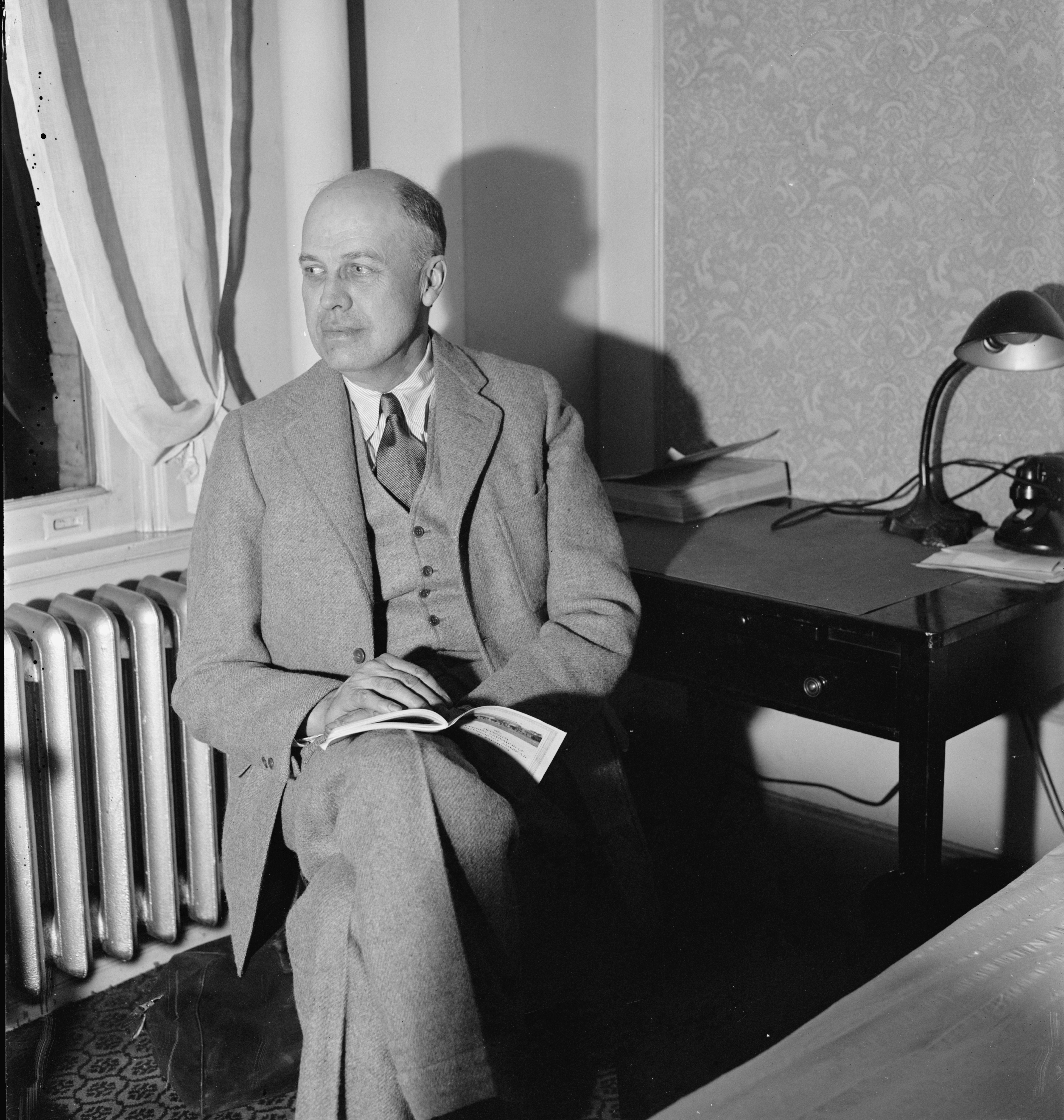
Edward Hopper (1937)

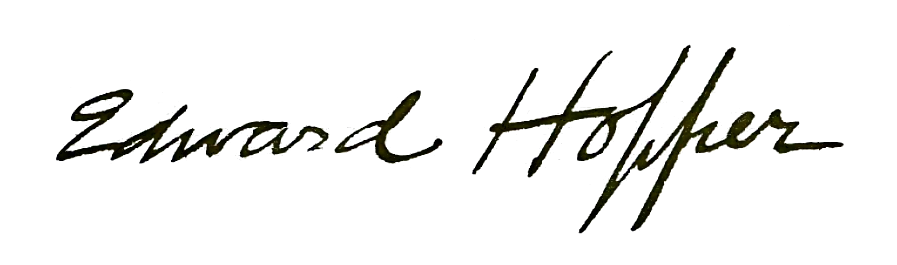
Signatur von Edward Hopper

Edward Hopper (* 22. Juli 1882 in Nyack, New York; † 15. Mai 1967 in New York City, New York) war ein amerikanischer Maler des Amerikanischen Realismus. Hoppers in kühler Farbgebung gehaltene realistische Bilder weisen auf die Einsamkeit des modernen Menschen und Leere des modernen Lebens hin. Er gilt als Chronist der US-amerikanischen Zivilisation.

## Biographie

### Jugend und Ausbildung

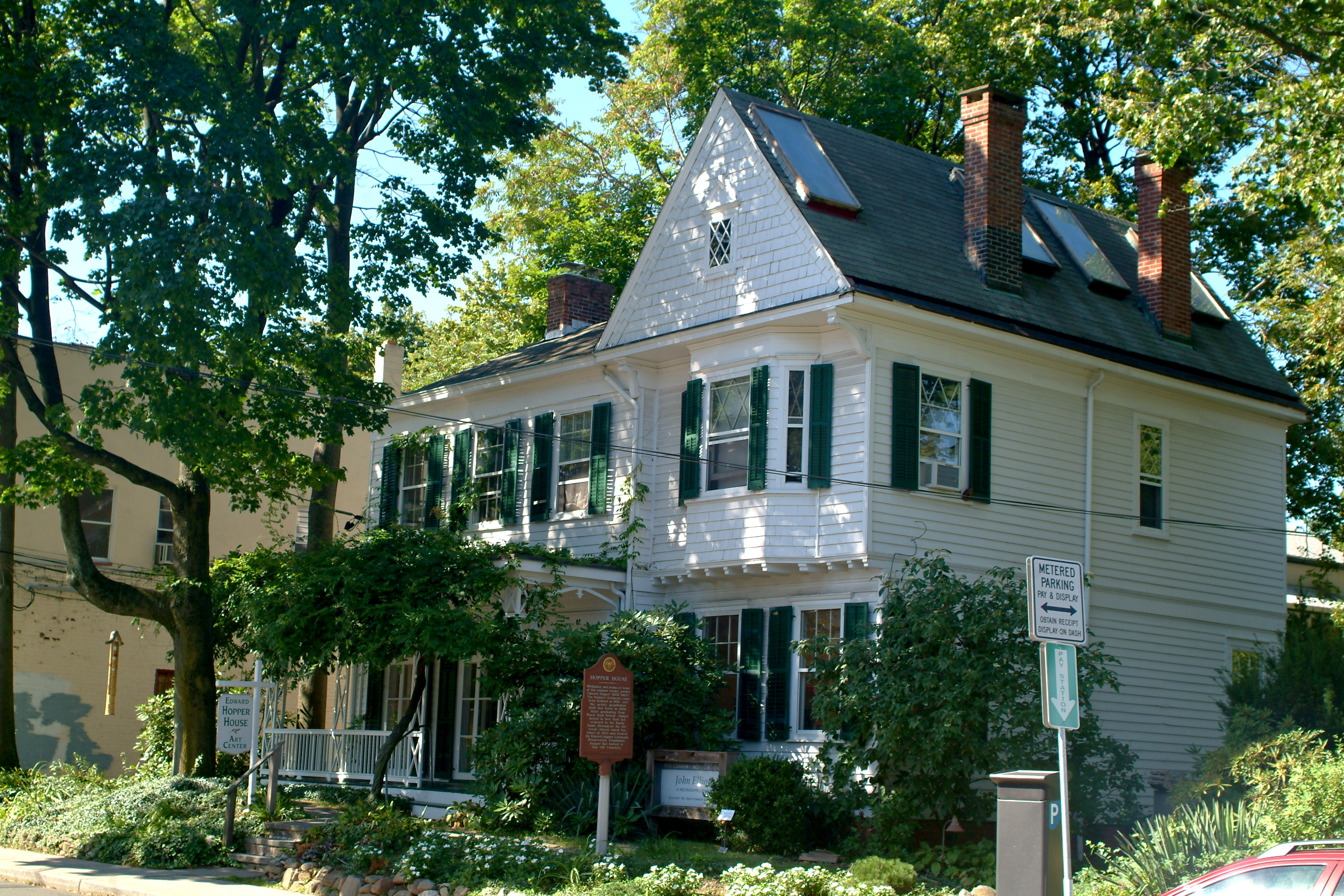
Geburtshaus von Edward Hopper in Nyack, New York

Edward Hopper wurde 1882 in Nyack, New York, als zweites Kind von Garret Henry Hopper und Elizabeth Griffiths Smith Hopper geboren, die Familie war baptistisch, der Vater betrieb einen kleinen Textil- und Kurzwarenladen. Hopper war englisch-niederländisch-walisischer Abstammung. Seine Schwester Marion wurde zwei Jahre vor ihm geboren. Wie die meisten Kinder beschäftigte er sich mit Zeichnen, wobei er seine Zeichnungen ab dem zehnten Lebensjahr signierte. Seinem Wunsch, Künstler zu werden, wurde von den Eltern kein Widerstand entgegengesetzt. Der Blick auf den Hudson River weckte bei ihm eine Begeisterung für Boote und Rennyachten. Im Alter von 15 Jahren baute sich Hopper ein kleines Segelboot („Catboat“). Da der junge Hopper das Segeln liebte, zog er auch eine Karriere als Marinearchitekt in Betracht. Edward Hoppers Interesse an der amerikanischen Architektur begann bereits in der Kindheit und hielt während seiner gesamten Karriere an.
1899 beendete er die High School. Von 1900 bis 1906 studierte er an der New York School of Art (heute Parsons School of Design) das Fach Illustration bei Frank Vincent DuMond und Arthur Keller sowie das Fach Malerei bei William Merritt Chase, Kenneth Hayes Miller und Robert Henri, dem Mentor der Ashcan School. Neben der intensiven Beschäftigung mit deutscher, französischer und russischer Literatur boten besonders Maler wie Diego Velázquez, Francisco de Goya, Gustave Courbet und Édouard Manet dem jungen Künstler wichtige Orientierungspunkte.
In den Jahren 1906/1907 und 1909/1910 bereiste er mit finanzieller Hilfe seiner Eltern Europa und besuchte unter anderem Paris mit dem Salon d’automne, sowie London, Brüssel, Amsterdam, Haarlem und Berlin. In Paris, wo er bei einer französischen Familie lebte, wurde die Liebe zum Impressionismus durch seinen Studienkollegen Patrick Henry Bruce und Museumsbesuche geweckt. Bruce machte ihn mit den Malern in Paris bekannt. Hopper interessierte sich besonders für die Werke von Pierre-Auguste Renoir, Alfred Sisley und Camille Pissarro. Seine zweite Europareise führte ihn zudem im Mai und Juni 1910 nach Madrid und Toledo.

### Tätigkeit als Illustrator

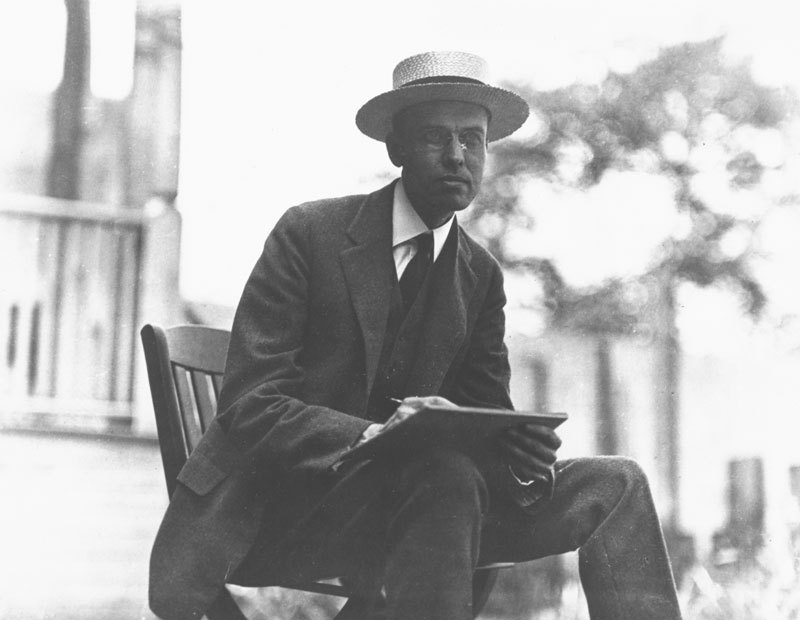
Edward Hopper in Paris (1907)

Ab 1905 arbeitete Hopper als Illustrator für Werbeagenturen (vor allem für C. C. Phillips & Co.), im ersten Jahr in Teilzeit, später freiberuflich. Diese Tätigkeit, für den Broterwerb in den nächsten 16 Jahren wichtig, betrachtete er nicht als Teil seines künstlerischen Schaffens. Hopper konnte bis zu seinem 42. Lebensjahr nicht von der Malerei leben. Er beteiligte sich an Ausstellungen des von Robert Henri geleiteten McDowell Club, wo er mit Radierungen seinen ersten finanziellen Erfolg als Künstler verbuchen konnte. 1913 nahm er an der Armory Show in New York City teil und verkaufte dort für 250 Dollar sein erstes Gemälde, Sailing. Es war das erste und für die folgenden zehn Jahre einzige Gemälde, das er verkaufen konnte. Seit 1914 war Hopper Mitglied des Whitney Studio Club, der von Gertrude Vanderbilt Whitney gegründet worden war. Sein Freund und Künstlerkollege Martin Lewis brachte ihm 1915 die Technik der Radierung bei. Ab 1915 entstanden einige wenig bekannte Radierungen. Hopper selbst bezeichnete die Einführung als enorm wichtig für sein weiteres Werk: „Nachdem ich mit dem Radieren angefangen hatte, kristallisierten sich meine Gemälde heraus.“ Während des Ersten Weltkriegs verdiente sich Edward Hopper als Plakatkünstler Anerkennung von Auftraggebern, Publikum und Kritik. Hopper gewann 1918 einen Plakatwettbewerb der United States Shipping Board. Im Januar 1920, Hopper war bereits 37 Jahre alt, stellte er als Einzelaussteller im Whitney Studio Club Gemälde aus, die sein Freund, der Künstler Guy Pène du Bois, kuratierte. Ab 1922 erschienen erste Artikel über ihn in Kunstzeitschriften. Zeitlebens trug Edward Hopper einen Zettel in seiner Jackentasche, auf dem er ein Zitat aus einem Brief Goethes geschrieben hatte. Hopper hatte in der Schule Deutsch gelernt. Das Zitat lautete: „Sieh Lieber, was doch alles Schreibens Anfang und Ende ist, die Reproduktion der Welt um mich, durch die innere Welt, die alles packt, verbindet, neuschafft, knetet und in eigner Form, Manier, wieder hinstellt, das bleibt ewig Geheimnis, Gott sei Dank, das auch ich nicht offenbaren will den Gaffern und Schwätzern.“ (Johann Wolfgang von Goethe in einem Brief an Friedrich Heinrich Jacobi, 21. August 1774).

### Erste Erfolge als Maler
1915 lernte Hopper in Gloucester (Massachusetts) die Malerin und Schauspielerin Josephine Verstille Nivison (genannt „Jo“) kennen, die er am 9. Juli 1924 heiratete. Sie gab die eigene Malerei weitgehend auf und wurde das Lieblingsmodell, das am häufigsten in Hoppers Bildern gezeigt wird. Sie war es auch, die seine Teilnahme an einer internationalen Gruppenausstellung des Brooklyn Museum of Art vermittelte, die für Hopper den Durchbruch bedeutete. Das Brooklyn Museum of Art kaufte das Gemälde The Mansard Roof (1923) für 100 Dollar an. Es war das zweite Gemälde, das Hopper verkaufen konnte. In dem Jahr fand auch seine erste kommerzielle Einzelausstellung in der Galerie von Frank Rehn statt, der bis zum Lebensende sein Galerist blieb.

### Anerkannter Künstler

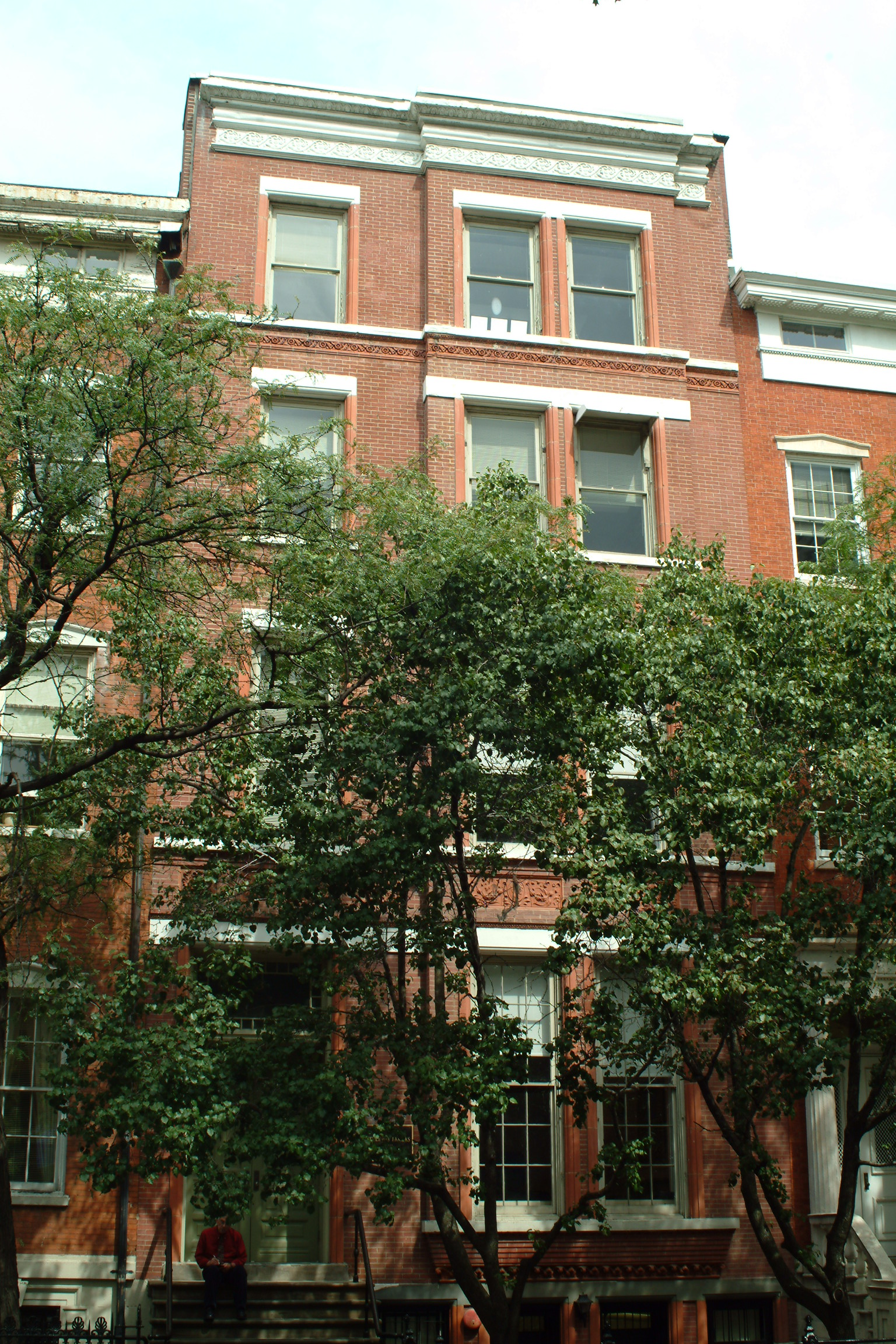
Die Wohnung Hoppers in New York City, 3 Washington Square North

Während der Weltwirtschaftskrise wurde er ein in den USA bekannter und anerkannter Maler. Zum Beispiel verkaufte Hopper 1929 zwei Ölgemälde, 14 Aquarelle und 80 Graphiken für insgesamt 6.211 Dollar. Der wirtschaftliche Erfolg stellte sich erst 1930 ein, nachdem das Museum of Modern Art und im folgenden Jahr das Whitney Museum of American Art Bilder von Hopper erworben hatten. Bereits 1933 zeigte das Museum of Modern Art eine Retrospektive, die Alfred H. Barr im Museum of Modern Art in New York organisierte. Sie war vom 1. November bis zum 7. Dezember 1933 geöffnet. Die Ausstellung löste eine öffentliche Debatte aus, ob Hoppers Bilder tatsächlich „modern genug“ seien, um im MoMA ausgestellt zu werden. Der Kritiker Clement Greenberg warf Hopper vor, ein „schlechter Maler“ zu sein, dessen technische Unzulänglichkeiten ihn allerdings zu einem „überlegenen Künstler“ machten. Hopper bewegte sich allerdings fernab der Diskurse „moderner“ Kunst.
In den Jahren 1935 bis 1937 gewann er vier wichtige Preise, denen viele weitere folgten.
1941 bereiste er im Auto die Westküste der Vereinigten Staaten. 1943 folgte die erste Reise nach Mexiko. 1945 wurde er in die American Academy of Arts and Letters gewählt. 1950 zeigte das Whitney Museum seine erste große Retrospektive, die auch in Boston und Detroit gezeigt wurde. Im selben Jahr erlangte er das Ehrendoktorat des Art Institute of Chicago. 1952 vertrat er mit drei anderen Malern die USA bei der Biennale in Venedig.
1960 wendete sich Hopper ausdrücklich gegen die Vorherrschaft der abstrakten Kunst in der damaligen Malerei. Im gleichen Jahr zeigte das Wadsworth Atheneum in Hartford (Connecticut) eine Ausstellung seiner Werke. 1962 gab es eine Retrospektive im Philadelphia Museum of Art; 1964 folgte eine zweite im Whitney Museum of American Art in New York.

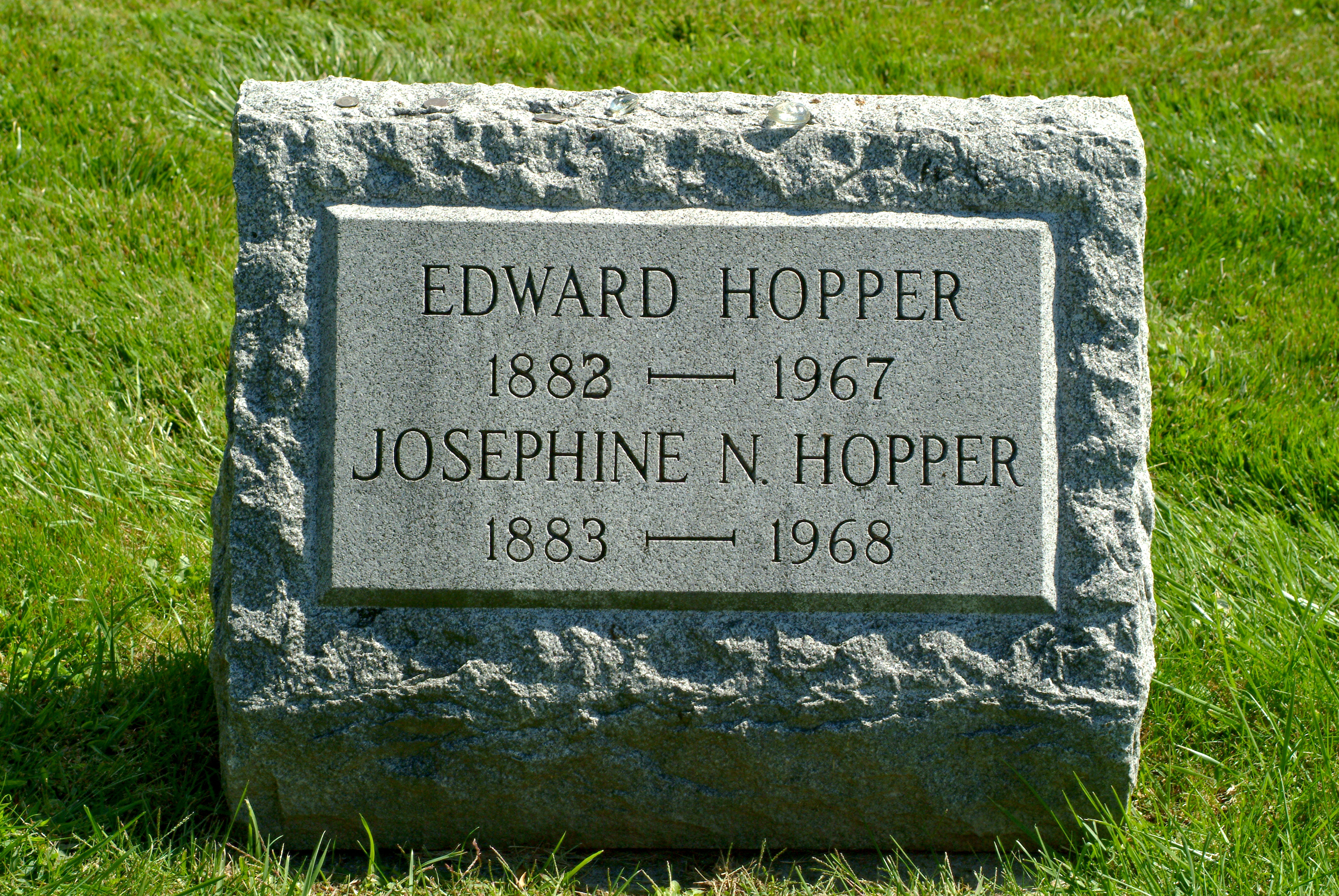
Grabstein Edward und Josephine H., Oak Hill Cemetery Nyack

Mit Two Comedians (im Privatbesitz) malte Edward Hopper 1966 sein letztes Ölgemälde. Es zeigt den Maler und dessen Ehefrau als Schauspieler, die sich gerade von ihrem Publikum verabschieden.
Am 15. Mai 1967 starb Edward Hopper in seinem New Yorker Atelier am Washington Square, in dem er seit Dezember 1913 ununterbrochen gewohnt hatte. Seine letzte Ruhestätte fand er zwei Tage später im Familiengrab auf dem Oak Hill Cemetery (Friedhof) in seinem Geburtsort Nyack, New York. Als Hopper 1967 starb, hatten viele seiner Bilder auch in Europa längst den Status von Ikonen der Moderne.
Seine Frau Josephine starb zehn Monate nach ihm am 6. März 1968. Das Paar war kinderlos geblieben.

## Museen
Dem Wunsch Hoppers entsprechend fielen die Kunstwerke dem Whitney Museum of American Art in Manhattan zu. Der Nachlass umfasste mehr als dreitausend Gemälde, Zeichnungen, Aquarelle und Graphiken. Damit besitzt das Museum den weltweit größten Bestand von Hoppers Werken. Von der Familie Sanborn, die mit Hopper befreundet war, wurden dem Whitney-Museum 4.000 Archivdokumente aus dem Nachlass von Hopper geschenkt.

## Ausstellungen (postum)
- 1979 wurde die dritte Retrospektive im Whitney Museum of American Art gezeigt. Teile wanderten danach durch Europa.
- 2004/2005 wurde auch in Europa wieder ein Querschnitt mit knapp 70 seiner Arbeiten in London und danach in Köln (Museum Ludwig, 358.000 Besucher) gezeigt. In der Londoner Tate Gallery wurde sein Werk dabei in drei Monaten von 420.000 Besuchern besichtigt. Bis Ende August 2009 fand im Bucerius Kunst Forum in Hamburg die Ausstellung Modern Life. Edward Hopper und seine Zeit statt, die neben Hoppers Werken auch Arbeiten seiner Zeitgenossen wie Man Ray, Lyonel Feininger, Charles Sheeler und Georgia O’Keeffe zeigte.
- 2012/2013 wurde zum ersten Mal im Grand Palais in Paris eine Retrospektive zu Edward Hopper organisiert.[11]
- Die Fondation Beyeler zeigte zwischen dem 26. Januar und 17. Mai 2020 (verlängert bis 20. September) die Landschaften und Stadtlandschaften Hoppers. Nicht zu sehen war allerdings das ikonographische Werk Nighthawks, weil dessen Bedeutung zu leicht die der anderen Werke überstrahlen würde[12], so der Kuratur Ulf Küster. Bestandteil der Ausstellung war ein 3D-Kurzfilm des Regisseurs Wim Wenders mit dem Titel Two or Three Things I Know about Edward Hopper.[13]

## Werk und Themen

### Œuvre
Hoppers Werk kann überwiegend dem Realismus zugeordnet werden, es zeigt zahlreiche Facetten dieser Stilrichtung. Für Hopper typisch sind ikonische Darstellungen der unendlichen Weite amerikanischer Landschaft, Stadtlandschaft und Menschen. Viele Werke zeigen eine figurative Malerei in der sich die spätere Pop-Art ankündigt (Hopper war wie Andy Warhol Werbegrafiker). Hoppers Werk umfasst Aquarelle, Radierungen und Ölgemälde der 1910er- bis 1960er-Jahre, die durch Stille und Schlichtheit geprägt sind. Hopper gelangte um 1920 von einem Impressionismus, von unter freiem Himmel gemalten Gemälden, zu einem ruhigen, eindringlichen Realismus, den man als seine ganz persönliche Handschrift, ganz im Sinne einer durchgängigen Bildsprache, bezeichnen kann. Dieser Neue Realismus (Amerikanischer Realismus), wohl auch beeinflusst durch die Neue Sachlichkeit, erzeugt durch seine Gegenständlichkeit eine Spannung beim Betrachter. Oft zeigt sie auch eine hintergründige Dramatik, die sich erst nach und nach dem Betrachter erschließt. Der Betrachter fragt sich, was der Szene vorausgegangen ist und was bald folgen wird. Sie wirken als eine (fast fotografische oder filmische) Momentaufnahme (amerikanisch stills)  innerhalb eines Bühnenstücks oder Films. Menschen in diesen Bildern sind Schauspieler und Schauspielerinnen vor einer Kulisse. Aus einer anderen Perspektive gesehen haben die Bilder Hoppers ein erzählerisches Element: Sie erzählen Geschichten, offen, unvollendet, möglich und unmöglich zugleich. Und manchmal wirkt das Narrativ auch unheimlich, fast hitchcockesk. Hopper verschlüsselt ohnehin gerne, indem er eine politische, gesellschaftliche Wirklichkeit der USA mit seinen künstlerischen und poetischen Ausdrucksformen reflektiert und kommentiert. Aber es gibt noch eine andere Interpretation für das Anliegen des Künstlers: Hopper gelingt es, dem Betrachter das Anderswo, das Abwesende, das Herbeigesehnte, das Rätselhafte ins Bewusstsein zu rufen. Auch muss man berücksichtigen, dass es ihm mit erstaunlich wenig Aufwand gelingt, vermutlich bedingt durch seine Routine als Illustrator und Werbegrafiker, in seinen Werken eine bemerkenswert atmosphärische Stimmung auszudrücken.

### Stil
Malen war für Edward Hopper eine private Erfahrung. Edward Hoppers Malstil blieb während seines gesamten Lebens relativ unverändert, mit einem sehr stabilen, gleichförmigen visuellen Vokabular. Er entwickelte seinen reifen Stil, inhaltlich und formal, während der 1920er Jahre. Hoppers charakteristische Themen:
- Landschaften: Klassische Landschaftsbilder, etwa leicht gewellte Berge, Dünen. Leuchttürme als Alter Ego, wie Cape Cod Morning (1950), Selbstporträts eines Solitärs in rauer Natur – diese Interpretation stammt von Josephine Hopper. Er inszenierte amerikanische Landschaften als weite Räume, von einfachen Holzhäusern und wenig Infrastruktur besetzt, charakterisiert durch menschliche Zivilisation in einer dominanten Natur.[3]
- Urbane Motive: Stadtbilder, teilweise mit Technikdetails, menschenleere Straßenzüge, die von der Sonne zum Leben erweckt werden. Seine Nachtbilder bieten oft Einblicke in einzelne Zimmer mit ein, zwei Personen. Der Betrachter behält die Freiheit der Deutung der Beziehungen, Gespräche und Folgen der Szenen.
- Innen-/Außenräume: Hoppers Geheimnis sind auch profane Motive des Alltags, kleinstädtische, monotone bis banale Szenen sowie eine Verbindung von Innen- und Außenraum, bei denen sich z. B. ein oder mehrere Personen in einem Innenraum mit Aussicht befinden. Innenwelt heißt für Hopper: Schilderungen von Wirklichkeit, jedoch weitab von den Oberflächen, tiefer begründet, das „Seelenleben“ der Menschen, ihre Empfindungen, ausdrückend. Personen sind bei Hopper im Prinzip Lebenslandschaften.[15]
- Weiblichkeit: Bilder von einzelnen Frauen vom Typus seiner Frau (bekleidet und nackt). Immer wieder scheinen bei Hopper seine meist weiblichen Figuren nichts weiter zu tun, als den Tag zu betrachten und sich selbst, auf ihrer Haut die Sonne, dem unerbittlichen, unaufhaltsamen, verhängnisvollen Verstreichen der Zeit zu überlassen.[14]
- Lichtspiel: Hell-Dunkel-Kontraste, Sonnenlicht und starke Schatten in Zimmern oder in den Landschaften folgen einer ausgefeilten Lichtregie. Er inszeniert Bühnenlicht und starke Scheinwerfer.[14]
- Tageszeit: Die meisten Bilder zeigen ein Sonnenlicht oder Nachtlicht, wie es typisch ist für eine Stunde des Tages: Morgens, mittags, abends, nachts.
- Schauspielcharakter: Das Thema „Bühnenbild“ könnte der immer wieder im Werk auftretenden Rolle des Zuschauers entsprechen, die ihn von ersten Skizzenblättern bis zu seinem letzten Werk in Öl, Zwei Komödianten, immer wieder beschäftigte. Der Grund: Josephine und Edward Hopper waren begeisterte Theatergänger und passionierte Kinobesucher.[16] Ein Grund, warum Hoppers Gemälde mit ihren scheinbar alltäglichen Gegenständen eine so ungewöhnliche Spannung erzeugen, ist ihre Bühnenhaftigkeit. Hoppers Bilder wirken oft wie ein Bühnenbild und die abgebildeten Personen wirken wie Schauspieler und Schauspielerinnen.[14]
- Ich-Bezug: Seine Bilder sind Projektionen seiner persönlichen Stimmungslage bzw. Selbstbeobachtung.[3]
- Die Leere des modernen Lebens als soziale Kritik: Seine Themen sind häufig interpretiert worden als Ausdruck der Isolation, Einsamkeit und Ausgrenzung des Einzelnen. Seine Protagonisten lesen, schauen aus dem Fenster, schauen aneinander vorbei.[16] Die abgebildeten Menschen scheinen oft in Melancholie versunken zu sein. Seine Gemälde zeigen häufig das Individuum in Diners, Hotelzimmern, Eisenbahnabteilen, Büros, Wartehallen oder vor Hausfassaden, daher oft im öffentlichen Raum. Die Blicke von mehreren dargestellten Personen gehen meist aneinander vorbei und veranschaulichen so Distanz trotz räumlicher Nähe. Es gibt aber auch immer wieder einzelne Bilder von aufeinander bezogenen Personengruppen. Hopper zeigt die Leere des modernen Lebens auf.
- Architektur: Bei Gebäuden konzentrierte er sich oft eher auf ihre abstrakten Formen als auf ihre Ästhetik. Hopper bewertete wiederholt die Vorzüge von Städten, die er besuchte, anhand ihrer architektonischen Qualitäten. Hopper erforschte die Architektur des ländlichen wie des metropolitanen Amerika wie kein anderer Künstler.[3]

Hoppers Farbpalette enthält zahlreiche Grün-blau- und Weiß-blau-Töne und Schattierungen, oft auch mit hartem Licht. Dies löst beim Betrachter den Eindruck von Kühle und Distanz aus. Hoppers Arbeiten zeigen oft eine provozierende Leere.

### Einfluss von Degas
Jo schenkte ihrem Mann 1924 als Inspiration ein Buch über Edgar Degas. Degas war Hauptvertreter der figurativen Richtung des Impressionismus. Dieser Impuls dürfte sehr wichtig gewesen sein, so wie so vieles, was seine Frau unternahm, um ihren Mann zu unterstützen. Hoppers Werke zeigen ab den 1920er Jahren, als sich sein Stil sichtbar herauskristallisierte, ein klares Verständnis der kompositorischen Strategien von Degas. Dies zeigte sich durch starkes Beschneiden, extreme Diagonalen und ungewöhnliche visuelle Perspektiven, im Prinzip Methoden der künstlerischen Fotografie. Von Degas übernahm Hopper das Konzept des ornamental organisierten Bildraums. Die Komposition seiner Bilder, so Hopper, sei nur ein Ausschnitt (er zeigt in den Fenstern weitere Ausschnitte). Der Betrachter hat das Gefühl, es würde sich um ein Standbild eines Films handeln. Damit erreichte Hopper trotz aller Ruhe unablässige (gedankliche) Bewegung in seinen Bildern.

### Arbeitsstil
Das Werk von Edward Hopper ist erstaunlich klein; gerade einmal 366 Ölgemälde sind bekannt. Das Finden eines Motivs war für den amerikanischen Maler ein außerordentlich aufwendiger Vorgang. Monate-, sogar jahrelang war er auf der Suche nach dem idealen Motiv, welches mit einem inneren Bild korrelierte. Die Kompliziertheit des Beginnens eines Gemäldes und seine Flucht davor mündeten in unzählige Besuche von Theatern und Kinos, vor allem aber in intensiver Lektüre. Hopper zeigte auch starkes Interesse an zeitgenössischer Fotografie.

### Hopper über Hopper
Hopper sah sich selbst als „Impressionist“, „Realist“ oder auch „Sozialrealist“. Damit wandte er sich gegen die abstrakte Kunst in der damaligen Malerei der USA.
Im Jahr 1939 äußerte Hopper in einem Brief:

„Für mich sind Form, Farbe und Komposition lediglich Mittel zum Zweck, das Handwerkszeug, mit dem ich arbeite, und sie interessieren mich nicht besonders um ihrer selbst willen. Mich interessiert in erster Linie das weite Feld der Erfahrung und Empfindung. […] Ich meine die allgemein menschliche Erfahrung, wohlgemerkt, damit man nicht Gefahr läuft, dass sie mit der oberflächlichen Anekdote verwechselt wird. Bilder, die auf farbliche oder kompositorische Harmonien oder Dissonanzen reduziert sind, stoßen mich ab. / Mein Ziel ist es immer gewesen, von den Gefühlen und Empfindungen ausgehend, die mir die Natur einflößt, meine innerste Wahrnehmung von einem Sujet, welches das intensivste Gefühl in mir auslöst, auf die Leinwand zu bringen; die Qualität meiner Beziehung zu diesem Sujet, meine Vorentscheidungen geben der Darstellung die Form. […] Kunst ist in so hohem Maße ein Ausdruck des Unbewussten, dass mir scheint, dass sie dem Unbewussten das Wichtigste verdankt und das Bewusstsein nur eine untergeordnete Rolle spielt. Aber diese Dinge sollte besser ein Psychologe entwirren.“

Die systematischste Erklärung der Philosophie seiner Kunst, gab Hopper auf einer handschriftlichen Notiz mit dem Titel „Statement“, die er im Jahre 1953 an das Journal „Reality“ sandte (Auszüge):

„Große Kunst ist der äußere Ausdruck eines Innenlebens des Künstlers, und dieses Innenleben wird zu seiner persönlichen Vision der Welt führen.

Keine Anzahl geschickte Erfindungen kann das wesentliche Element der Vorstellungskraft ersetzen.

Eine der Schwächen der abstrakten Malerei ist der Versuch, die Erfindungen des menschlichen Intellekts durch eine persönliche, einfallsreiche Konzeption zu ersetzen.

Das Innenleben eines Menschen ist ein weites und vielfältiges Reich und beschäftigt sich nicht nur mit anregenden Arrangements von Farbe, Form und Design.

Der in der Kunst verwendete Begriff Leben ist etwas, das man nicht verachten darf, denn er impliziert alles Dasein, und das Prinzip der Kunst besteht darin, darauf zu reagieren und es nicht zu unterschlagen.

Die Malerei muss sich vollständiger und weniger unrealistisch mit Lebens- und Naturphänomenen auseinandersetzen, bevor sie wieder großartig werden kann.“

Hopper über seinen Realismus:

„Ich bin Realist und reagiere auf natürliche Phänomene. Schon als Kind fiel mir auf, dass das Sonnenlicht auf dem oberen Teil des Hauses anders ist als auf dem unteren Teil. Das Sonnenlicht auf dem oberen Teil des Hauses löst eine Art Begeisterung aus. Wissen Sie, in ein Bild gehen viele Gedanken, viele Impulse ein – nicht nur einer. Das Licht ist für mich ein wichtiges Ausdrucksmittel. Ich gehe aber gar nicht besonders bewusst damit um. Ich glaube, das Licht ist für mich eine natürliche Ausdrucksweise. […] Das Sonnenlicht auf den Gebäuden und den Figuren interessiert mich mehr als irgendein Symbolismus.“

Hopper über die American Scene:

„Was mich wild macht, ist dieser ganze American-Scene-Rummel. Ich habe nie versucht, die amerikanische Umgebung so wie Benton, Curry und die Maler aus dem Mittelwesten wiederzugeben. Ich wollte immer mich selbst ausdrücken.“

### Kommentare
John Updike kommentierte:

„Der Mensch war Hoppers Hauptmotiv, wenngleich er Personen nicht besonders gut malen konnte. Sie erscheinen oft steif und fahl … Dennoch empfinden wir seine Porträts der conditio humana bewegender und eindrücklicher als diejenigen von weit lebendiger malenden Zeichnern wie Reginald Marsh und Thomas Hart Benton. Er ist, um einen normalerweise Schriftstellern vorbehaltenen Satz zu benutzen, ein Meister der Spannung.“

Ingeborg Ruthe von der Frankfurter Rundschau nannte ihn 2018 „Chronist der amerikanischen Gesellschaft.“
Gordon Theisen meinte, als Allgemeinplatz für die Gesellschaftskritik in den USA, Hopper zeigte den „zerbrochenen amerikanischen Traum.“

## Werke

### Übersicht
Sein Werk lässt sich aufgrund seiner Arbeitsweisen in folgende Perioden teilen, die allerdings bemerkenswert gleichförmig ausgeprägt waren:
- 1893 bis 1901, Orientierung
- 1902 bis etwa 1922, Frühwerk
- 1923 bis etwa 1930, Durchbruch
- 1931 bis 1950, Zenit
- 1951 bis 1967, Spätwerk.

Insgesamt malte Hopper 724 Gemälde. 326 davon sind heute im Whitney Museum of American Art ausgestellt. 21 Gemälde sind bis heute verschollen.

### „Nighthawks“ (Nachtschwärmer) (1942)
Nighthawks (Nachtschwärmer) aus dem Jahr 1942 ist eines der populärsten Bilder des 20. Jahrhunderts. Zu diesem Bild ließ sich Hopper von einem „Restaurant in der Greenwich Avenue, wo sich zwei Straßen treffen“ inspirieren. In der kühlen Kunstlichtatmosphäre einer Bar sitzen drei Gäste, die aneinander vorbeischauen, sich nicht unterhalten und anscheinend ihren eigenen Gedanken nachhängen. Fehlt ihnen der Mut andere Gäste anzusprechen? Die Nachtschwärmer sitzen oder stehen an der umlaufenden Theke, in deren Mitte der weißuniformierte Kellner tätig ist. Ob die Frau, deren linke Hand zu dem rauchenden Mann rechts neben ihr deutet, und sie ein Paar sind oder ob sie einander kennenlernen wollen, bleibt offen. Der andere, allein sitzende Mann ist eine Rückenpartie, auch er mit Hut. Hoppers Akzentuierungen sind, wie so oft, Isolation und Einsamkeit. Trotz der Anzahl der Personen in der Bar, die in keinem direkten Austausch stehen, sind die Nachtschwärmer im Grunde „einsame Seelen“ in einer Nacht ohne Kontakte.
Nighthawks wurde unzählige Male kopiert und zitiert. Es gibt Versionen in verschiedenen Comics wie Simpsons, Tim und Struppi und anderen, sowie zahlreiche Werbemotive, die sich auf Hoppers berühmtestes Bild beziehen. Am bekanntesten dürften Marilyn Monroe und Humphrey Bogart als spätes Paar im Bild Boulevard of Broken Dreams des austro-irischen Künstlers Gottfried Helnwein sein.

### „Gas“ (Benzin) (1940)
Das Bild Gas (Benzin) aus dem Jahr 1940 zeigt eine Tankstelle vor bedrohlich wirkenden Bäumen in der Abenddämmerung aus der Sicht eines heranrollenden Autofahrers.
Drei leuchtend rote Zapfsäulen einer Tankstelle vor einem Holzhaus an einer Straße ohne Verkehr in einer offenbar sehr einsamen Gegend. Das wirkt fast wie ein Stillleben von der Grenze der Zivilisation. Die Straße wird gesäumt von niedrigen, gelb-roten Gräsern. Im Hintergrund unter dem Ausschnitt eines schon dämmrig blauen Himmels ein dunkel-düsterer Wald. An der vordersten Säule steht, im Profil zu sehen, ein Tankwart, beschäftigt mit einer Funktion der Zapfsäule. Man kann bei Hopper an dem Licht, das er einer Szene gibt, die Tageszeit bestimmen. Hier, an der Tankstelle in der Dämmerung, brennt im Inneren des Holzhauses schon eine Lichtquelle und auch das „Mobilgas“-Schild ist beleuchtet, es wird bald Nacht werden. Hopper steuert das Licht wie der Beleuchter einer Theaterbühne. Die Bildsprache liest sich wie ein hintergründiges Rätsel, welches der Betrachter lösen soll.

### „Ground Swell“ ((Grund-) Dünung) (1939)
Ground Swell aus dem Jahre 1939 ist ein maritimes Motiv, ein Thema, was Hopper seit seiner Jugend am Hudson faszinierte. Der Titel des Werkes stammt von einem natürlichen Phänomen, bei dem Bojen im Meer durch ferne Stürme ausgelöst werden, die Wellen auslösen (Dünung), und daher warnen, wenn tatsächlich (noch) keine wirkliche Gefahr besteht. Dieses Konzept der Bedrohung in einer ruhigen, natürlichen Umgebung geht zurück auf eine Inspiration von Hopper, durch den französischen Künstler Nicolas Poussin, dessen Gemälde auch das Erscheinungsbild der vier Figuren in Ground Swell beeinflussten. Ground Swell ist auf den ersten Blick ein sehr ruhiges, entspannendes Werk, das das Auge des Betrachters zunächst schont und den traditionellen ästhetischen Wert bewahrt. Es verwendet ein helles Farbschema, das den Betrachter in einem Sicherheitsgefühl wiegt, da das Werk bei näherer Betrachtung eine tiefere Ebene von drohender Gefahr offenbart. Obwohl das Gemälde im Kern eine Gruppe von Seglern zeigt, interagiert keiner der Personen miteinander, wodurch trotz der physischen Nähe der Gruppe ein Gefühl der Isolation und Einsamkeit entsteht. Es sind die Themen und Akzentuierungen von Hopper. Der Standpunkt und die Perspektive des Gemäldes vermitteln einen Eindruck von Voyeurismus des teilnahmslosen Beobachters. Die Fixierung der Figuren auf die Boje verleiht Ground Swell eine fast dramatische Note, die durch die Wellen der Dünung, die das Werk dominieren, verstärkt wird.

### „House by the Railroad“ (Haus am Bahndamm) (1925)
Das Bild House by the Railroad (Haus am Bahndamm) von 1925 zeigt ein einsames Haus im viktorianischen Baustil an einer Bahnlinie. Die Bewohner sind nicht zu sehen. Sonnenlicht mit einem scharfen Schattenwurf bestimmt das Werk. Die Farbgebung ist mit blau, grau und weiß recht kühl. Auch hier bleibt es der Interpretation des Betrachters überlassen, ob die Bahngleise ein Synonym für die Verlassenheit der unbekannten Hausbewohner sind, da vorbeifahrende Züge mangels Bahnsteig nicht halten werden.
Das Bild wurde im Januar 1930 vom Museum of Modern Art in New York City als erstes Gemälde überhaupt in die ständige Sammlung des Museums aufgenommen.

### „Early Sunday Morning“ (Früher Sonntagmorgen) (1930)
Bei einem Bild wie Early Sunday Morning aus dem Jahre 1930 liegt die Bedeutung in den langen Schatten, dem Sonnenlicht auf flachen rötlichen Mauersteinen, dem Streifen fast wolkenlosen Himmels, den gelben, durch Schatten unterteilten Fensterläden und dem Ladenzeichen der Friseure. Es vermittelt eine Entrücktheit. Der Grund: Early Sunday Morning wurde mit einem ungewohnte Blickwinkel gemalt: Betrachter und Maler scheinen auf Höhe der Fenstersimse des zweiten Stockwerks zu schweben, zu nahe dran, um sich für diese Perspektive in einem Gebäude auf der gegenüberliegenden Straßenseite zu befinden, und doch höher als auf Straßenniveau. Auf Early Sunday Morning hat Hopper nachträglich einen Menschen übermalt, der in einem der Fenster zu sehen war.

### „Two Comedians“ (Zwei Komödianten) (1966)
Das Bild von 1966 war Hoppers letzte Arbeit in Ölfarben. Sein vorletztes Werk überhaupt. Diesmal zitiert Hopper nicht eine Bühne oder ein Bühnenlicht, wie sonst, er zeigt eine Bühne. Das Bild zeigt eine Frau und einen Mann auf einer Bühne, als Harlekins gekleidet im Stile einer Commedia dell’arte, die offensichtlich den Abschlussapplaus entgegennehmen. Sie, mit Haube und dem Wagenrad-Plisseekragen der Columbine, er als hochgewachsene, fast shakespearsche Erscheinung mit rotem Samtbarett und Kragenwams. Es muss angenommen werden, dass die Personen Edward und Jo Hopper darstellen. Allerdings malt er sie ganz ohne Bühnenbild, so dass die beiden Schauspieler als zentrales Bildmotiv ins Auge fallen. Ein mehrfach metaphorisches Motiv mit demütiger, gelassenen Geste. Das Bild, kurz vor seinem Tod gemalt, wirkt melancholisch und symbolisiert den Abschied von der Lebensbühne.

## Einflüsse auf Malerei, Fotografie, Film und Kino
Hoppers Realismus ergab Brücken zur Fotografie. Sein Stil wurde von Fotografen wie Joel Meyerowitz („der Hopper der Fotografie“), Gregory Crewdson, Stephen Shore, Jeff Wall und Dolorès Marat oder von Malerkollegen wie Ed Ruscha in deren Werken zitiert.
Die starke Atmosphäre seiner Werke inspirierte unter anderem Filmregisseure wie Alfred Hitchcock, der für das Bates Motel in Psycho Hoppers Bild House by the Railroad (1925) zum Vorbild nahm. Michael Curtiz’ Film Casablanca entstand im selben Jahr 1942 wie Hoppers Nighthawks (Nachtschwärmer). Im Film steht ein Mann (Humphrey Bogart) neben einer schönen Frau (Ingrid Bergman) in einer Bar. Auf Hoppers Bild sitzt ein Mann neben einer schönen Frau in einer Bar. Durch die Übereinstimmung des Themas scheint sich das Lebensgefühl der 1940er Jahre in Amerika widerzuspiegeln, in dem seelische Probleme, schöne Frauen und Bars eine Rolle spielen.
Für die Atmosphäre des Films Blade Runner soll Regisseur Ridley Scott ebenfalls Hoppers Bild Nighthawks als Vorlage verwendet haben, wie mehrere Mitglieder der Filmcrew berichteten. Der italienische Giallo-Regisseur Dario Argento legte eine Straßenszene in seinem Thriller Profondo rosso (1975) als komplette Rekonstruktion von Nighthawks an.
Auch der deutsche Regisseur Wim Wenders hat Werke Edward Hoppers als Vorlage und Inspiration für Filme genutzt, so etwa in The Million Dollar Hotel (2000) Bilder wie The Morning Sun (1952). Wenders sagte einmal, jedes von Hoppers Bildern könne der Beginn eines neuen Kapitels in einem großen Film über Amerika sein.
Der polnische Regisseur Andrzej Wajda versuchte in seinem Film Der Kalmus (2009) die Atmosphäre der Bilder Edward Hoppers für einen Monolog seiner Hauptdarstellerin Krystyna Janda wiederzugeben. Der Film Shirley – Visionen der Realität (Shirley – Visions of Reality) (2013), Buch und Regie von Gustav Deutsch. In diesem Film werden figurative Gemälde Edward Hoppers mit Schauspielern nachgestellt.

### Monografien
- Gail Levin: Edward Hopper – Ein intimes Porträt. List, München, 1998, ISBN 3-471-78062-9.
- Gail Levin: Die gemalte Wirklichkeit – Edward Hopper und sein Amerika. List, München 1998, ISBN 3-471-78067-X.
- Gail Levin:  Hopper’s Places. Random House USA, 1985; 2. Aufl.: University of California Press, 1998, ISBN 0-520-21676-8.
- Ivo Kranzfelder: Hopper. Portraits of America, Taschen, Köln, 2002, ISBN 3-7913-3300-3.
- Rolf G. Renner: Edward Hopper 1882–1967: Transformation des Realen. Taschen, Köln 2003, ISBN 3-8228-6597-4.
- Wieland Schmied: Edward Hopper – Portraits of America. Prestel, 2005, ISBN 3-7913-3300-3.
- Didier Ottinger: Edward Hopper – Amerika – Licht und Schatten eines Mythos. Schirmer Mosel-Verlag, München 2013, ISBN 978-3-8296-0634-9.
- Ulf Küster: Edward Hopper A-Z. Hatje Cantz, Berlin 2020, ISBN 978-3-7757-4648-9.
- Walter Wells: Silent Theater : The Art of Edward Hopper. Phaidon, London 2007, ISBN 978-0-7148-4541-8.

### Werkbeschreibungen
- Edward Hopper, Gail Levin: Edward Hopper 1882–1967. Gemälde und Zeichnungen. Bearbeitet von Gail Levin. Mosel, München 1981.
- Edward Hopper: Werkverzeichnis in vier Bänden. Sämtliche Gemälde, Aquarelle und Illustrationen. / CD-ROM. Katalogwerk New York 1995. Hrsg.: Gail Levin. (352 S. pro Band, 1.500 Illustrationen und Abbildungen)
- Deborah Lyons (Hrsg.): Edward Hopper: A Journal of His Work. Verlag W. W. Norton, London 1997, ISBN 0-393-31330-1 (englisch).
- Virginia M. Mecklenburg, Edward Hopper, Margaret Lynne Ausfeld: Edward Hopper: The Watercolors. Verlag W W Norton, London 1999, ISBN 0-937311-57-X (englisch).
- Gail Levin: The Complete Oil Paintings of Edward Hopper. W. W. Norton, London 2001, ISBN 0-393-04996-5 (englisch).
- Gail Levin: The Complete Watercolors of Edward Hopper. W. W. Norton, London 2001, ISBN 0-393-04995-7 (englisch).
- Sheena Wagstaff (Hrsg.): Edward Hopper. Ausstellungskatalog London/Köln 2004/2005. Hatje-Cantz. 2. Ausgabe 2004, ISBN 3-7757-1500-2.
- Heinz Liesbrock: Edward Hopper. Die Wahrheit des Lichts. Trikont, Duisburg 1985, ISBN 3-88974-102-9.

## Filme
- Hopper’s Silence. Dokumentarfilm, USA, 1980, 47 Min., Buch und Regie: Brian O’Doherty, Produktion: Whitney Museum of American Art, Inhaltsangabe der New York Times.
- Edward Hopper: Nachtschwärmer 1942, Öl auf Leinwand. Bildanalyse, Deutschland, 10 Min., 1988, Regie: Reiner E. Moritz, Buch: Gisela Hossmann, Reihe: 1000 Meisterwerke, Produktion: RM Arts, WDR.
- Edward Hopper – Bilder der amerikanischen Seele. Dokumentarfilm, Deutschland, 2002, 43 Min., Buch und Regie: Eike Barmeyer, Produktion: B3, Erstsendung: 22. Juni 2002, Inhaltsangabe von BR-alpha.
- Das Auge des Edward Hopper (Original frz.: La Toile blanche d'Edward Hopper). Dokumentarfilm, Frankreich, 2012, 52 Min. Buch und Regie von Jean-Pierre Devillers, François Gazio und Didier Ottinger. Produktion: ARTE France, Idéale Audience, Réunion des musées nationaux-Grand Palais, avro, Centre Pompidou. Deutsche Erstsendung am 14. Oktober 2012, Film-Dossier des Senders arte u. a. mit Wim Wenders.
- Hopper revisited… (Hopper vu par…). Kurzfilmreihe mit 8 vierminütigen Beiträgen, Frankreich, 2012, 52 Min., Regie (je 1×): Valérie Pierson, Martin de Thurah, Hannes Stöhr, Mathieu Amalric, Dominique Blanc, Sophie Fiennes, Valérie Mréjen, Sophie Barthes, Produktion: En haut des marches, ARTE France, Erstsendung: 14. Oktober 2012, Film-Dossier mit Videoausschnitten von arte. (Acht europäische Regisseure ließen sich von Hoppers Bildern zu Kurzfilmen inspirieren.)
- Edward Hoppers melancholisches New York. Dokumentarfilm. Frankreich, 2018, 14. Min. Arte. online
- Two or Three Things I Know about Edward Hopper, 3D-Kurzfilm von Wim Wenders.[4]

## Bildnachweise
1. ↑  Nighthawks – Nachtschwärmer (Hinweis zur Farbwiedergabe der Drucke und im Web: Bisher ist es keinem der vielen Reproverfahren gelungen, das flirrende Blaugrün der dominierenden Fenster des Originals zu treffen)
2. ↑  Gas – Benzin
3. ↑  House by the Railroad – Haus am Bahndamm (am 24. Februar 2010 aufgerufen)

- Edward Hopper at the National Gallery of Art
- Hopper im WebMuseum, Paris (Bildbeispiele für drei Themenkreise: Innenräume, Straßenzüge, Landschaftsbilder)
- Early Sunday Morning, 1930